# Claude Germain Rousselot
Pour les articles homonymes, voir Rousselot.
Claude Germain Rousselot, ou Claude-Germain Rousselot, né le 17 juillet 1723 à Authoison et mort le 27 septembre 1795 à Thiénans en Haute-Saône, est un ecclésiastique français, député du clergé aux États généraux de 1789. 
Il siège jusqu'à la fin de la session de l'Assemblée nationale constituante le 30 septembre 1791.

## Biographie
Claude Germain Rousselot est né le 17 juillet 1723 à Authoison,.
Il est d'abord vicaire à Noroy-l'Archevêque puis à Salins et ensuite curé de Thiénans, charge qu'il occupe au moment de son élection comme député,,.
Le 11 avril 1789, il est élu député du clergé du bailliage d'Amont aux États généraux,,,. Il est le troisième et dernier député du clergé élu dans ce bailliage,.
Au début de son séjour à Versailles, il admire le parc, mais vivre à Versailles puis à Paris lui coûte cher et il s'en plaint dans sa correspondance. À l'Assemblée nationale constituante, il est l'un des premiers députés du clergé à se réunir au tiers état, même s'il pense tout d'abord que les attaques des curés patriotes contre la hiérarchie ecclésiastique sont « hors de propos ». Il fait partie du comité ecclésiastique et vote avec la majorité.
Le 1er janvier 1790,, il avoue dans une lettre à son neveu être parfois dépassé par le niveau des discussions : « Voilà, en vérité, de quoi désespérer les gens comme moi, ne trouvant que l'ennui dans un ouvrage hors de leur portée et auquel ils ne se croyaient pas appelés »,.  Il prête serment à la constitution civile du clergé le 27 décembre 1790. 
Après la fin de la session de l'Assemblée nationale constituante, il revient dans sa cure.
Il meurt à Thiénans (en Haute-Saône) le 27 septembre 1795,.

#### Correspondance
- Anne-Marie Malingrey (édition), Correspondance de l'abbé Rousselot, constituant 1789-1795, Paris, Les Belles Lettres, coll. « Annales littéraires de l'Université de Besançon / Cahiers d'études comtoises » (no 449), 1992, 209 p. (ISBN 978-2-251-60449-7, présentation en ligne, lire en ligne).

#### Études historiques
- Adolphe Robert, Edgar Bourloton et Gaston Cougny (dir.), Dictionnaire des parlementaires français : comprenant tous les membres des assemblées françaises et tous les ministres français depuis le 1er mai 1789 jusqu'au 1er mai 1889, t. V : Pla-Zuy, Paris, Bourloton, 1891 (lire en ligne), p. 209.
- Timothy Tackett (trad. de l'anglais par Alain Spiess), Par la volonté du peuple : Comment les députés de 1789 sont devenus révolutionnaires, Paris, Albin Michel, coll. « L'évolution de l'humanité », 1997, 360 p. (ISBN 978-2-226-09427-8).